# Витање
Витање (словен. Vitanje) је град и управно средиште истоимене општине Витање, која припада Савињској регији у Републици Словенији.
По попису становништва из 2011. године, насеље Витање имало је 865 становника.